# Redondo-Areños
Redondo-Areños fue municipio en la provincia de Palencia, en la Comunidad Autónoma de Castilla y León, España hasta 1976, junto a los antiguos municipios de San Salvador de Cantamuda y Lores constituyó el municipio de La Pernía. Está a una distancia de 130 km de Palencia, la capital provincial.

## División administrativa
Su término municipal comprendía las pedanías de:
- Areños
- Casavegas
- Los Llazos
- Tremaya
- Piedrasluengas
- San Juan de Redondo
- Santa María de Redondo

## Localización
Situado más al norte de la provincia, a 130 km de Palencia. 

## Geografía humana

### Demografía
| Gráfica de evolución demográfica de Redondo-Areños entre 1842 y 1970 |
| |
| Población de derecho según los censos de población del INE Población de hecho según los censos de población del INEEn estos censos se denominaba Redondo: 1842, 1857, 1860, 1877, 1887, 1897, 1900, 1910, 1920, 1930, 1940 y 1950 Entre el censo de 1857 y el anterior, crece el término del municipio porque incorpora a 345004 (Areños), 345018 (Camasobres), 345025 (Casavegas), 345051 (Los Llazos) y 345069 (Piedrasluengas) Entre el censo de 1981 y el anterior, este municipio desaparece porque se agrupa en el municipio 34904 (La Pernía) |